# Микула Давыдович
Микула (Николай) Давыдович — князь из полоцкой ветви династии Рюриковичей.

## Происхождение и потомки
О Микуле свидетельствует имя по отцу логожского (логойского) князя Всеслава Микулича, жившего в 1180 году. По мнению Э. М. Загорульского, Микула был братом изяславского князя Брячислава, то есть сыном Давыда Всеславича, в следующей своей работе от 1998 года исследователь уже придерживался мнения, что Микула мог быть сыном или внуком Глеба Всеславича или это христианское имя Всеволода Глебовича. К мнению, что Микула сын минского князя Глеба Всеславича, склоняется В. Л. Носевич. О. М. Рапов полагает, что Микула мог быть сыном изяславского князя Володши и владеть уделом в изяславском княжестве. Кроме Всеслава сыном Микулы мог быть княжич Изяслав, а о внуках Микулы источники ничего не сообщают.